# 魔法行商人ロマ
『魔法行商人ロマ』（まほうぎょうしょうにんロマ）は、倉薗紀彦による日本の漫画作品。『週刊少年サンデー超』（小学館）において2009年4月号から2011年4月号まで連載。また、同社のウェブコミック配信サイト『クラブサンデー』においても同時掲載されていた。単行本全5巻。話数カウントは第●話。

## 登場人物
ロマ
本作品の主人公。ある目的のために、欲望（クレシャ）を集めて日本中を放浪している。欲望を吸い取るときには「ボルド」という呪文を唱える特殊な魔法具を使う。欲望を吸い取った人間の王魂（アトマン）の眠る墓を作り、供養している。妹がいる。
ミィノ
言葉を喋る不思議な人形。大抵の場合、ロマの腹話術と思われている。

## 魔法具
レリスの魔券
人心を操る魔法がかけられたチケット。相手に半券を切らせることにより、効果を発揮する。契約の刻印が体のどこかに刻まれる。効力は死ぬまで消えない。
アルパトランの鏡
映し出された人間の存在を世界から消すことができる鏡。消すときには「ルグドル」と呪文を唱えなければならない。鏡を割れば取り込まれた人物を元に戻すことができる。
メムの魔香
自分の見たい夢を自由に見ることができる線香。一度に焚いていいのは一本だけであり、複数焚くと夢から一生目覚めなくなる。
ベルメント騎士団の銀貨
振って表が出ればどんな願いをも叶えることができる銀貨。しかし逆に裏が出ると、命が揺らぐほどの不幸がその人物に訪れる。
ギルギアヌの黒翼
行きたい場所を頭に思い浮かべながら振ると、その場所まで瞬間移動することができる羽。ただし、行くことができるのは一度でも立ったことがある場所のみ。
ワヤンデルの人形
自分の望む人間に成り代わることができる人形。成り代わりたい人間になりたいときは「ペルモ」と唱えなければならない。ペアで使う魔法具であり、持ってる者同士が入れ替わることができる。
ヴァルム族の耳飾り
他人の心の中の声を聞くことができる耳飾り。つけている間にのみ効果が現れる。
ラギルスの赤瞳
相手の動きを奪うことができる首飾り。その目に映された者は、謎の影によって動きを奪われる。
皇帝ギルゲラの指輪
世界中の時を止めることができる指輪。はめている間のみに効果がある。
エルゼフの写本
相手の「特定の記憶」のみ奪い去って記録する、つまり相手の記憶を消すことができる本。消すときには「ラデル」と唱えなければならない。自分自身の記憶を取り戻す効果もあり、その場合は「ギデル」と唱える。
ダグヘルムの骰
運命を操ることができるサイコロ。欲しい物を持っている人物とサイコロを振り、数が大きかった者が勝者となり、欲しいものを手に入れることができる。ただし引き分けた場合、物々交換になる。
メルーダの砂時計
思い残した過去に戻ることができる砂時計。ひっくり返せば何度でもやり直すことができる。
サルムアルガ
魔界のキャンディー。一粒飲むと一日だけ長所と短所を反転させることができる。
妖鳥マプル
予知能力を持った珍しい鳥。人の関心・注目・興奮を集まる場所を好む。エサをあげると成長するが、成長するのに比例して見つける事件も大きくなる。
ルルアの護符
お互いの体力を共有することができる護符。分け与えたい時には「ダビル」と唱えなければならない。体に張り付けなければ効果を発揮しない。ペアで使う魔法具である。
ゴズリットの葉針
サボテンによく似た魔界の植物。針を抜いた人間の複製を生み出すことができる。ただし、複製を消すことはできない。
ベジュラの短剣
齢を変えることができる短剣。齢を変えるためには使用者の血を捧げ、契約する必要がある。
マクロデウスの遊戯盤
願いを叶えることのできる双六。ゴールすればどんな願いも叶えられるが、ゴールするためにそれ相応のリスクが必要となる。
メルドランドの闇晶石
暗黒の魔力が蓄えられた石。支配の力を蓄えた石の場合、人の心を操ることができるようになる。
ダヴァランの彩具
もう一つの世界に行くことができる筆と絵の具。鏡に絵の具を塗ることにより、時間が極端に遅く進む反転世界へ行くことができる。
イヴィダの館の鍵
「イヴィダの館」というもう一つの魔法具の主になることができる鍵。主から館に招待された人間は断ることができない。元は二人きりになるための道具。
ガザナの民の角笛
人におぞましい幻影を見せ、心に大きな恐怖で埋めることができる笛。幻影の中で恐怖に完全に取り込まれると、幻影の住民と入れ替わることになる。
エモラの谷の竜の爪
他人の疲労を取り去ることができる竜の爪。取り去るときには「マダラ」と呪文を唱えなければならない。術者は代償として数倍に膨れ上がった疲労を請け負うことになる。

## 書誌情報
- 第1巻 ISBN 978-4-09-121758-5　2009年9月17日初版発行
- 第2巻 ISBN 978-4-09-122197-1　2010年3月18日初版発行
- 第3巻 ISBN 978-4-09-122478-1　2010年7月16日初版発行
- 第4巻 ISBN 978-4-09-122777-5　2011年1月18日初版発行
- 第5巻 ISBN 978-4-09-122890-1　2011年5月18日初版発行